# Caudron C.460
Dimensions
Le Caudron C.460 est un monoplan monoplace de course, construit par la société Caudron-Renault à Issy-les-Moulineaux. Conçu par Marcel Riffard pour participer à la Coupe Deutsch de la Meurthe de 1934, il comporte une voilure basse cantilever dérivée du Caudron C.362 de 1933.
La machine est en grande partie composée de bois, le platelage du haut de la coque et l'arc sont composés de feuilles de magnésium, le reste était couvert de toile. Le sommet de l'empennage vertical et les ailes ont été lambrissés de bois.
Les épures ont été exécutées par deux techniciens O.H.Q. (Ouvrier Hautement Qualifié) du constructeur Caudron-Renault. Ces deux techniciens, Charles Hayes (dit Charlot) et Robert Fereiseine, ont été décorés par Yvon Bourges de la médaille de l'Aéronautique le 21 septembre 1975, la plus haute distinction de l'aéronautique française.

## Caractéristiques
Ce monoplan utilisait un profil d’aile biconvexe dissymétrique d’origine russe. Il était équipé d’une hélice bipale à pas variable automatique Ratier, entraînée par un moteur à 6 cylindres en ligne, Renault 433 de 7,95 l de cylindrée, spécialement conçu pour la Coupe Deutsch de la Meurthe et développant 305 chevaux.
L'appareil était équipé d'un train d'atterrissage rétractable actionné à l'air comprimé. Le fuselage, fabriqué en contreplaqué collé contenait les réservoirs d’essence, l’un devant le passager et l’autre entre le passager et le pilote. La verrière conférait à l’avion une ligne des plus étonnantes ; elle était réalisée avec un assemblage de Rhodoïd enserrant la tête de l’équipage.
Pour faciliter l’accès à bord de l’appareil, deux panneaux rabattants flanquaient le côté gauche du fuselage. La voilure, de forme trapézoïdale, sans dièdre, comportait deux longerons, à l'inverse du C.362, pour laisser un logement au train rentrant.

### Histoire de la réplique

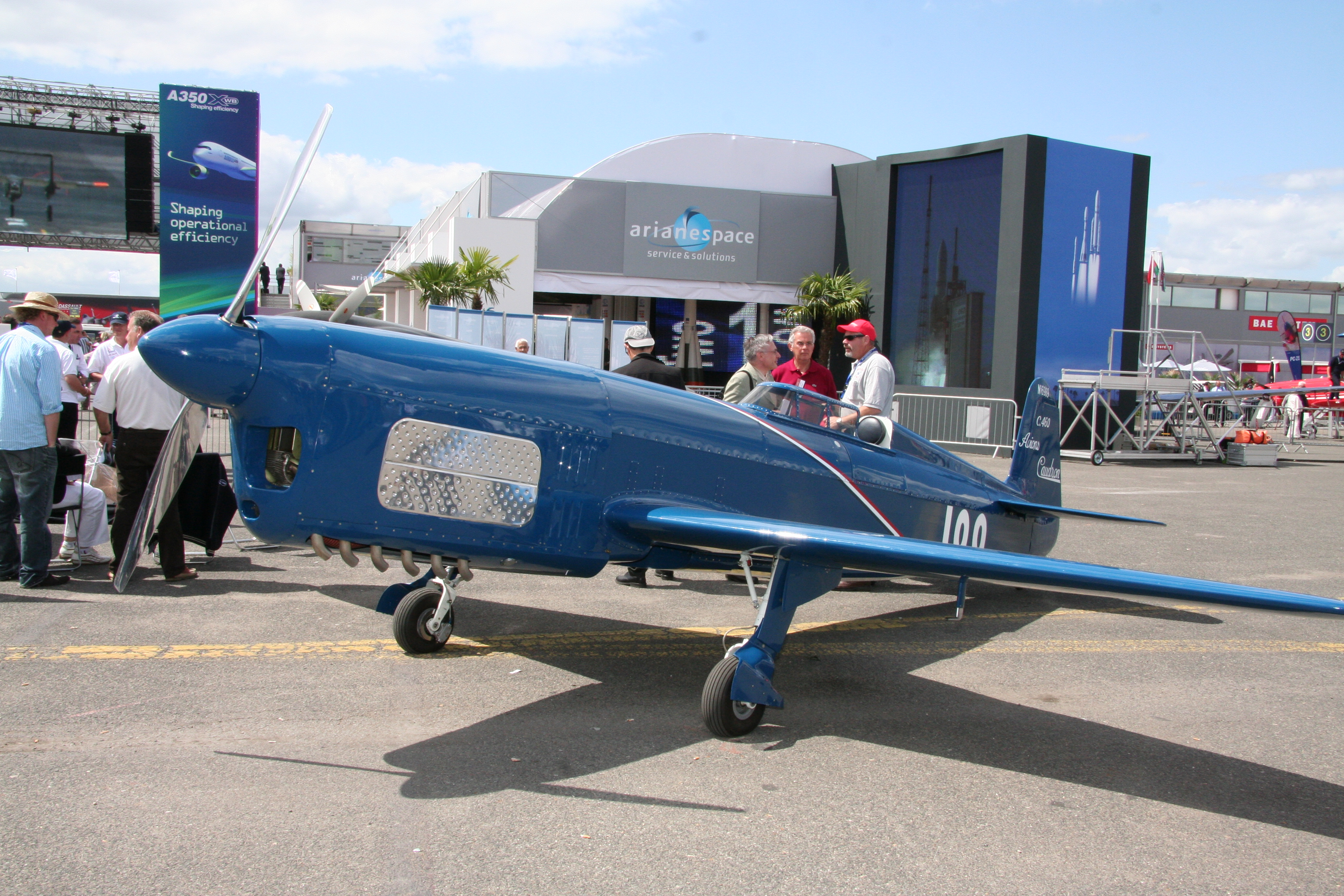
Réplique du C.460 en 2009

Fasciné et inspiré par la beauté du design français, Tom Wathen confia la réalisation de ce projet à Mark Lightsey et à ses artisans de AeroCraftsman, situe sur l'aérodrome Flabob (en) près de Riverside. La réplique du Caudron C.460 fut construite sans aucun document d'archives, ce qui rendit la tâche difficile. Chargé du projet, Mark Lightsey devait trouver ce qui pouvait constituer la base de son travail : le projet avec une belle structure d'aile existante créée par Tony Furukawa et avec un fuselage en contreplaqué qui avait été commencé plus de 10 ans avant par Bill Turner.
Les plans pour la construction furent limités : juste quelques dessins d'ingénierie de base et un plan 3 vues exécuté par Harry Robinson, spécialiste de l'histoire du Caudron. À partir de simples dessins et de quelques photos historiques, en s'inspirant de divers autres avions d'époque, Lightsey et son équipe commencèrent ce projet qui dura deux ans et demi.
AeroCraftsman a tenté d'être aussi fidèle que possible au modèle original, sans pouvoir compter sur un C.460 existant pour pouvoir le reproduire à l'identique.
Le fuselage, l'aile et l'empennage sont tous réalisés en bois poli, marouflé et peint. Les capots moteur sont en aluminium, formés et soudés ou rivetés. Il n'y a pas d'élément en composite, ni de fibre de verre dans l'appareil. À la différence des systèmes pneumatiques originaux, le train d'atterrissage et les freins bénéficient d'assistance hydraulique. La configuration du train d'atterrissage exige que le fût de train se déplace vers l'arrière quand il se rétracte. Cette construction permet de placer les roues devant le longeron principal de l'aile, assurant la stabilité de l'appareil pendant les roulages, les roues se plaçant ensuite entre le longeron principal et le longeronnet de l'aile quand elles sont rétractées. Le train d'atterrissage sur l'appareil original effectuait ces mouvements grâce à une vis hélicoïdale fixée au fût du train d'atterrissage. AeroCraftsman a pu réaliser le même mouvement par un vérin hydraulique et une astucieuse configuration géométrique.
Le train d'atterrissage se rétracte hydrauliquement en utilisant des contre-fiches ; avec l'annulation de la pression hydraulique, le train d'atterrissage descend par gravité à sa position inférieure où il se bloque.
Ailerons, profondeurs et volets sont actionnés au moyen de tubes de torsion et le gouvernail de direction est actionné par câble. Toutes les commandes de vol sont équilibrées statiquement pour éviter le flottement (flutter).
Le moteur sur les appareils originaux était le Renault Bengali à 6 cylindres en ligne qui n'est plus disponible ; la réplique dispose d'un ensemble moteur et hélice LOM 337 CE turbo à injection de 260 chevaux. En utilisant les dimensions du capot moteur de l'original, le radiateur d'huile a été intégré et de faux radiateurs ont été placés sur les capots moteur comme ils existaient sur l'original. Les réservoirs de lubrifiant, les radios, les instruments, les sièges, les ceintures de sécurité, le cockpit, et le système de navigation… la liste des éléments à dessiner, à construire, et à installer dans un si petit espace a été longue.
La réplique du Caudron C.460 de Tom Wathen a volé pour la première fois le 28 janvier 2009 à l'aéroport de Flabob (en) et est présenté au public pour la première fois au salon aéronautique du Bourget la même année. 2009 correspond en effet au 100e anniversaire du premier vol d'avion à moteur réalisé par les frères René et Gaston Caudron, pionniers de l'aviation en Picardie.

## Palmarès

### 1934
Lors de la Coupe Deutsch de la Meurthe du 27 mai 1934 le C.450, piloté par Maurice Arnoux, fut premier avec 388,97 km/h, Le C.366 de Louis Massotte second à 360 km/h, et l'un des trois C.460, piloté par Albert Monville, fut troisième avec 341,04 km/h.
Le 8 août 1934, Hélène Boucher bat deux records de vitesse pour monoplan de cette catégorie, elle remporte le record de vitesse sur 100 km avec une vitesse de 412 km/h ainsi que le record des 1 000 km avec une vitesse de 412 km/h.
Le 11 août 1934, c'est à nouveau Hélène Boucher qui en atteignant 455 km/h sur un C.450 bat le record du monde de vitesse.
Le 25 décembre 1934, Raymond Delmotte sur un C.460 équipé avec un moteur Renault 456 de 6 cylindres en ligne inversé, développant 360 chevaux établit un nouveau record du monde à 505,848 km/h, le record du monde de vitesse sur base pour les avions terrestres toutes catégories. C'était la première fois qu'un avion terrestre dépassait les 500 km/h.

### 1935
La Coupe Deutsch de la Meurthe fut à nouveau remportée le 19 mai 1935 par un C.450 piloté par Raymond Delmotte avec une vitesse de 443,965 km/h. La deuxième place était remportée par un C.460, piloté par Yves Lacombe avec une vitesse de 424 km/h. La troisième place revient au C.450 de Maurice Arnoux avec une vitesse de 348 km/h. Un podium uniquement constitué par les avions de la firme Caudron, pour la seconde année consécutive.

### 1936
C'est un C.460 numéro de série 690.9, piloté par Michel Détroyat qui remporta, lors des compétitions National Air Races aux États-Unis, le Trophée Greve du 4 septembre 1936 avec un moteur de 330 chevaux ainsi que le Trophée Thompson du 7 septembre 1936 sur le même avion, mais cette fois ci équipé d'un moteur développant 380 chevaux.
Cet avion en volant à 422 et 438 km/h, bat des appareils de 750 et même de 1 000 ch. Les Américains, furieux de se voir ravir la première place, décident d'une vérification. Ils finissent par admettre que la cylindrée est bien inférieure à la limite des 9,5 litres autorisés et s'inclinent devant la suprématie de cet avion à l'aérodynamisme exemplaire.
En gagnant les deux courses, Michel Détroyat devint à cette occasion le seul pilote sur avion européen ayant gagné l’une ou l’autre compétition dans l’histoire des National Air Races.
Ce Caudron Rafale est exposé au Musée de l'air et de l'espace.

## Dans la culture populaire
La pureté de ses formes a sans doute inspiré Hergé lorsqu'il a dessiné Le Stratonef H.22 dans la Bande dessinée Jo, Zette et Jocko.
Il est un des avions dessinés dans la BD Au-delà des nuages de Romain Hugault.
En 2024, l’aéronef est utilisé dans une campagne publicitaire télévisée de Renault
.

## Accidents
C'est aux commandes d'un Caudron C.460 Rafale que l'aviatrice française Hélène Boucher, détentrice de plusieurs records mondiaux de vitesse et d'altitude, va trouver la mort, le 30 novembre 1934, s'écrasant lors d'un vol d'entraînement, alors qu'elle était en phase d'atterrissage à l’aérodrome de Guyancourt.

### Vidéos
- Vidéo : Histoire des Caudron Rafale C.450 et C.460
- Vidéo : Premier vol de la réplique en Californie
- Vidéo : Premier vol de la réplique du C.460 en France le 11 juin 2009
- Vidéo : Le C.460 dans les airs